# Köln-Krimi

Köln-Krimi, Bände 1–32 aus dem Emons Verlag

Der Köln-Krimi ist ein lokaler Zweig der Krimiliteratur, dessen Schauplätze sich in der Stadt Köln und ihrem Umland befinden und dessen Protagonisten unterschiedlich stark den rheinischen Menschenschlag repräsentieren. Den Hintergrund der Handlung liefern oftmals aktuelle Ereignisse, politische Entwicklungen oder spezielle Eigenheiten der rheinischen Lebensart wie beispielsweise der Kölner Klüngel. Neben real existierende Örtlichkeiten, z. B. öffentliche Plätze oder Restaurants, treten fiktive Adressen von Tatorten oder für die Handlung relevanter Unternehmen. Für den Köln-Kundigen ergibt sich gleichwohl ein hoher Wiedererkennungswert.
Die handelnden Personen sind in der Regel fiktiv, indes entsteht ein besonderer Reiz dann, wenn hinter fiktiven Namen reale Personen erkennbar werden.
Neben der vom Kölner Emons Verlag unter dem Titel Köln Krimi herausgebrachten, mittlerweile über 60 Bände umfassenden Regionalkrimi-Reihe widmen sich auch andere Verlage, teilweise in kleineren Reihen, dem Kriminalschauplatz Köln.

## Köln-Krimis aus dem Emons Verlag
Diese Krimireihe gibt seit 1985 die Werke etablierter Autoren, aber auch die von Newcomern heraus. Einige der Ausgaben sind literarische Erstlingswerke. Im Einzelnen liegen folgende Bände vor:
| Köln Krimi Nr. | Erscheinungs- jahr | Autor                                              | Titel                         | Inhalt | ISBN                                   |
| -------------- | ------------------ | -------------------------------------------------- | ----------------------------- | --- | -------------------------------------- |
| 1              | 1985 2002>N        | Christoph GottwaldD                                | Tödlicher Klüngel             | Der Lebenskünstler Manni Thielen handelt sich mit einem Job als Aushilfsdetektiv eine Menge Ärger ein. Zunächst will man ihm einen Mord anhängen, dann muss sein alter Käfer dran glauben und er selbst entgeht nur knapp einem Anschlag. Als er schließlich einen Deal mit seinem Auftraggeber abschließen will, kommt von unerwarteter Seite das Aus.                                                                                            | ISBN 3-924491-01-1                     |
| 2              | 1985               | Frank Schauhoff                                    | Dreimal Null ist Null         | Jupp und Tom, Inhaber eines kleinen Kölner Verlages, wird ein Roman-Manuskript zugespielt, in dem die korruptiven Verflechtungen von Behörden, Entsorgungsunternehmen und chemischer Industrie thematisiert werden. Der Versuch eines Vorabdrucks durch die Köln-Revue endet für deren Chefredakteur im Krankenhaus und dem Verlag droht wenig später das Ende.                                                                                    | ISBN 3-924491-03-8                     |
| 3              | 1986               | Christoph Gottwald                                 | Lebenslänglich Pizza          | Diesmal taucht Manni (siehe Köln Krimi 1) in die Kölner Dealer-Szene ein, um seinem Kumpel Paolo Sandini zu helfen, dessen Vater wegen eines Mordversuchs in Untersuchungshaft sitzt. Geschickt liefert Manni der Polizei einen Mörder, verhilft einigen Kleinkriminellen zur Verwirklichung ihres Traumes von Indien, erreicht die Freilassung von Vater Sandini und auch für ihn selbst springt noch ein hübsches Sümmchen und eine Frau heraus. | ISBN 3-924491-07-0                     |
| 4              | 1988               | Uli TobinskyD                                      | Yellow Cab                    | Ein Kölscher Cowboy ermittelt. | ISBN 3-924491-10-0                     |
| 5              | 1989               | Frank Grützbach                                    | Der Schwarzgeldesser          | | ISBN 3-924491-16-X                     |
| 6              | 1989               | Rüdiger JungbluthD                                 | Tod in der Südstadt           | Der Maler Blankenberg und die Steuerberaterin Cortier untersuchen den Tod ihres Lieblingskneipiers. | ISBN 3-924491-26-7                     |
| 7              | 1991               | Peter Meisenberg                                   | Schmahl                       | Krimifan Horst und der Kleinkriminelle Schmahl verüben mehrere dilettantische Raubüberfälle, um zu Geld zu kommen. Dabei beobachtet sie der korrupte Polizeibeamte Zöller. Mit seinem Wissen zwingt er sie, bei einem Coup mitzumachen, der eine Nummer zu groß für sie ist. Aber Schmahl trickst sie alle aus – denkt er. | ISBN 3-924491-31-3                     |
| 8              | 1992 2002N         | Rolf HülsebuschD                                   | 100 Nächte Lösegeld           | | ISBN 3-924491-36-4                     |
| 9              | 1993               | Ralf GüntherD                                      | Kamelle                       | Intrigen um das Wurfmaterial und ein italienischer Prinz im Kölner Dreigestirn. | ISBN 3-924491-39-9                     |
| 10             | 1994               | Christoph Gottwald                                 | Marie Marie                   | Nachdem sein bester Freund, der Gastwirt Charly, mit seinem Wagen in die Luft gesprengt wurde, findet Manni (siehe Köln Krimi 1 und 3) in einem gemeinsamen Versteck aus Jugendzeiten eine Anzahl moderner Handfeuerwaffen, die er an einen Unterweltboss verkauft. Da aber wird Mannis fünfjährige Tochter Marie entführt, die Kidnapper fordern die Herausgabe der Waffen. Manni erkennt zu spät, dass jemand ein falsches Spiel mit ihm treibt. | ISBN 3-924491-46-1                     |
| 11             | 1995               | Peter Meisenberg                                   | Haie                          | Machenschaften um den Bau einer Super-Eishockey-Halle für den KEC. | ISBN 3-924491-66-6                     |
| 12             | 1996 2003-06N      | Frank Schätzing                                    | Mordshunger                   | Ein Krimi mit Kochrezepten und Restaurant-Empfehlungen. | ISBN 3-924491-71-2. ISBN 3-89705-482-5 |
| 13             | 1997 2003N         | Frank Schätzing                                    | Die dunkle Seite              | Mord vor dem Hintergrund des zweiten Golfkrieges. | ISBN 3-924491-85-2. ISBN 3-89705-111-7 |
| 14             | 1998               | Hans-Josef Walterscheid                            | Tutti Frutti                  | Kaltblütig lässt der „Großmarkt-Pate“ seine albanischen Konkurrenten beim Heroin-Handel aus dem Weg räumen. Sandra Baum, Ehefrau eines in wirtschaftliche Schwierigkeiten geratenen Großmarkthändlers, landet bei dem Versuch, ihrem Mann zu einem Bankkredit zu verhelfen, in der Gewalt des Auftragskillers. | ISBN 3-89705-112-5                     |
| 15             | 1998 2001N         | Peter Meisenberg                                   | Leidenschaft                  | In einer erotisch aufgeladenen Atmosphäre treffen die skurrilen Typen einer Daily-Soap-Produktion aufeinander. Die Hauptdarsteller fallen einer Mordserie zum Opfer. | ISBN 3-89705-125-7                     |
| 16             | 1999               | Brigitte Tietzel                                   | Bei Ankauf Mord               | Eine Kuratorin des Kölner Museums für Angewandte Kunst ermittelt auf eigene Faust im Mordfall einer Museumsbesucherin, die in einem neuerworbenen Exponat ein Stück aus altem Familienbesitz wiedererkannt hat. | ISBN 3-89705-142-7                     |
| 17             | 1999               | Peter Beckers                                      | Kunstmord                     | | ISBN 3-89705-144-3                     |
| 18             | 2000               | Martin SchüllerE                                   | Jazz                          | Die Jagd nach einem Saxophon führt den Jazzclub-Besitzer Jan Richter nicht nur von Köln nach Lissabon, sondern auch weit zurück in die Vergangenheit. Unter dem Titel Bird’s Bird vom WDR als Hörspiel vertont. | ISBN 3-89705-166-4                     |
| 19             | 2000               | Frank Schätzing                                    | Lautlos                       | Ein Mordkomplott gegen den US-amerikanischen Präsidenten beim Kölner Weltwirtschaftsgipfel 1999. | ISBN 3-89705-185-0                     |
| 20             | 2000               | MAF Räderscheidt und Stephan Everling              | Mitternachtsmosaik            | | ISBN 3-89705-187-7                     |
| 21             | 2001               | Martin Schüller 4. Rang Deutscher Krimi Preis 2001 | Killer                        | Ein Profikiller wird durch einen geheimnisvollen Auftrag mit den verdrängten Geheimnissen seiner Vergangenheit konfrontiert. | ISBN 3-89705-206-7                     |
| 22             | 2003               | Stefan WingesE nominiert für den Glauser           | Honolulu Baby                 | | ISBN 3-89705-256-3                     |
| 23             | 2003               | Brigitte Glaser                                    | Leichenschmaus                | Die Köchin Katharina Schweitzer gerät in einen kulinarischen Kriminalfall. | ISBN 3-89705-292-X                     |
| 24             | 2003               | Dorothea Müller                                    | Im Schatten des Verrats       | | ISBN 3-89705-308-X                     |
| 25             | 2004               | Martin Schüller                                    | Verdammt lang tot             | Fortschreibung von Schüllers Erstling JAZZ. Clubbesitzer Jan Richter kehrt aus Lissabon nach Köln zurück, um ein Konzert mit einem legendären Sextett zu organisieren. Doch einer der Musiker ist auf rätselhafte Weise ums Leben gekommen. Vom WDR 2006 als Hörspiel produziert. | ISBN 3-89705-325-X                     |
| 26             | 2005               | Holger GeyerD                                      | Schlaf gut                    | | ISBN 3-89705-364-0                     |
| 27             | 2005               | Brigitte Glaser                                    | Mordstafel                    | Katharina Schweitzer, jetzt Chefin ihres eigenen Restaurants, wird mit einer Mordserie konfrontiert. | ISBN 3-89705-400-0                     |
| 28             | 2006               | Rolf Hülsebusch                                    | Nekropolis Cologne            | Die Kölner Innenstadt als Freilichtmuseum des Bombenkrieges bildet den Schauplatz rätselhafter Morde. | ISBN 3-89705-427-2                     |
| 29             | 2006               | Helmut Frangenberg                                 | Marathon                      | Ein Serienmörder treibt sein Unwesen in Köln – und hinterlässt rätselhafte Zahlen an den Wohnungswänden seiner Opfer. Bald stellt sich heraus, dass die Taten in Verbindung mit einem schrecklichen Ereignis in einer Jugendclique aus den 1970er Jahren stehen. Beim Köln-Marathon kommt es schließlich zum dramatischen Finale. | ISBN 3-89705-450-7                     |
| 30             | 2006               | Hans-Josef Walterscheid                            | Pfaffengold                   | Die junge Doktorandin Karen findet im erzbischöflichen Archiv ein mittelalterliches Dokument, das auf einen Schatz hindeutet, der in einer Rodenkirchener Kapelle vergraben ist. Als das Papier Karen bald darauf gestohlen wird, macht sich nicht nur der Dieb auf die Suche nach dem Schatz, die schließlich zwei Todesopfer fordert. Auch Karen gerät in tödliche Gefahr.                                                                       | ISBN 3-89705-473-6                     |
| 31             | 2007               | Myriane AngelowskiD                                | Gegen die Zeit                | Kommissarin Lou Vanheyden sucht den Mörder mehrerer enthaupteter Frauen und deckt dabei die Zusammenhänge zu längst vergessenen Hexenprozessen auf. | ISBN 3-89705-486-8                     |
| 32             | 2007               | Stefan Blankertz                                   | 2068                          | Köln wird im Jahr 2068 von Unruhen der Alten erfasst, die sich gegen ihre zunehmende Ausgrenzung aus der Gesellschaft auflehnen. Galionsfigur dieser Bewegung wird ausgerechnet die zwanzigjährige Penelope Heiler, die allerdings bald zwischen die Fronten gerät, als sie zur Aufklärung der Todesumstände ihres Ex-Geliebten Edgar mit der Guttuer-Behörde zusammenarbeitet.                                                                    | ISBN 978-3-89705-513-1                 |
| 33             | 2007               | Brigitte Glaser                                    | Eisbombe                      | Katharina Schweitzers Auszubildende Arîn gerät unter Mordverdacht, als bei ihrer Kochprüfung ein Mitschüler erstochen wird. Gleichzeitig wird in der Nähe ihres Lokals eine in Beton eingegossene Leiche entdeckt, die die Beziehung von Katharinas Mitbewohnerin Adela zu ihrem Partner, dem ehemaligen Kriminalbeamten Kuno, beinahe scheitern lässt.                                                                                            | ISBN 978-3-89705-514-8                 |
| 34             | 2008               | Ingrid StroblD                                     | Tödliches Karma               | Die Journalistin Katja Leichter freundet sich mit dem Junkie Nele an, die ihr von ihrem Bruder Paul, einem Rechtsanwalt, anvertraut wurde. Als Nele unter Mordverdacht an ihrem Dealer gerät und untertaucht, setzt Katja ohne Rücksicht auf Gefahr alle Hebel in Bewegung, um den Mörder zu finden. | ISBN 978-3-89705-551-3                 |
| 35             | 2008               | Reinhard Rohn                                      | Falsche Herzen                | Der Kölner Hauptkommissar Jan Schiller und seine neue Kollegin Birte Jessen, die nach einem Schicksalsschlag aus Hamburg zur Kölner Kripo gewechselt ist, sind mit einer Mordserie befasst, bei der der Täter ein blinkendes Plastikherz am Tatort zurücklässt. Am Ende der Ermittlungen sieht sich Schiller mit seiner eigenen Vergangenheit konfrontiert.                                                                                        | ISBN 978-3-89705-601-5                 |
| 36             | 2009               | Myriane Angelowski                                 | Tödliches Irrlicht            | Für die Kommissarinnen Lou Vanheyden und Maline Brass ist nichts wie es scheint, denn ein Netz aus Lügen, Hass, Affären und eine Mauer des Schweigens erschweren ihre Arbeit. | ISBN 978-3-89705-632-9                 |
| 37             | 2009               | Renate Naber und Cornelia Ehses                    | Zeit der Strafe               | Ein bizarrer Mord an einer alten Frau bringt den erfahrenen Kripobeamten Peter Brandl und die Porzer Pfarrerin Ulla Wolff zusammen. Es scheint, dass die Vergangenheit des Opfers als Aufseherin in einem nationalsozialistischen Jugend-KZ den Schlüssel zur Aufklärung des Verbrechens darstellt. | ISBN 978-3-89705-676-3                 |
| 38             | 2009               | Edgar Franzmann                                    | Millionenallee                | Franck von Franckenhorst, ältester Sohn einer traditionsreichen Kölner Unternehmerfamilie, will in die Leitung des Parfümproduzenten einsteigen. Als sein Vater ihm einen Strich durch die Rechnung macht, überstürzen sich die Ereignisse, bis Franck nur noch auf die Hilfe einiger Obdachloser zählen kann. | ISBN 978-3-89705-631-2                 |
| 39             | 2010               | Reinhard Rohn                                      | Kölnisch Wasser               | Ein neuer Fall für die Kölner Polizisten Schiller und Jessen um zwei mysteriöse Zwillingsschwestern, bei dem ihnen der ehemalige Hauptkommissar Matthias Brasch aus der Goldmann-Reihe (siehe unten) zu Hilfe kommt. | ISBN 978-3-89705-722-7                 |
| 40             | 2010               | Ingrid StroblD                                     | Endstation Nippes             | Ein neuer Fall mit der Journalistin Katja Leichter. | ISBN 978-3-89705-773-9                 |
| 41             | 2011               | Edgar Franzmann                                    | Der Richter-Code              | Ein Kriminalfall, eingebettet in die Ereignisse während des Einsturzes des Historischen Archivs. | ISBN 978-3-89705-830-9                 |
| (42)           | 2011               | Reinhard Rohn                                      | Kölner Lichter                | | ISBN 978-3-89705-869-9                 |
| (43)           | 2012               | Brigitte Glaser                                    | Himmel un Ääd                 | | ISBN 978-3-89705-933-7                 |
| (44)           | 2012               | Reinhard Rohn                                      | Barfuß in Köln                | | ISBN 978-3-89705-992-4                 |
| (45)           | 2012               | Edgar Franzmann                                    | Adenauers Auge                | | ISBN 978-3-95451-030-6                 |
| (46)           | 2013               | Magdalene Imig                                     | Kreuzdame                     | | ISBN 978-3-95451-081-8                 |
| (47)           | 2013               | Sascha Pranschke                                   | Kölner Kulissen               | | ISBN 978-3-95451-100-6                 |
| (48)           | 2013               | Myriane Angelowski                                 | Blutlinien                    | | ISBN 978-3-95451-055-9                 |
| (49)           | 2013               | Ingrid Strobl                                      | Nippes Showdown               | Ein neuer Fall mit der Journalistin Katja Leichter. | ISBN 978-3-95451-195-2                 |
| (50)           | 2013               | Reinhard Rohn                                      | Der Richter von Köln          | | ISBN 978-3-95451-186-0                 |
| (51)           | 2014               | Mathias Wünsche                                    | Kölner Schatten               | | ISBN 978-3-95451-314-7                 |
| (52)           | 2014               | Ulf Kartte                                         | Vogelfrei                     | | ISBN 978-3-95451-272-0                 |
| (53)           | 2014               | Kordula Kühlem                                     | Endstation Dom                | | ISBN 978-3-95451-395-6                 |
| (54)           | 2015               | Mathias Wünsche                                    | Ein Männlein steht im Walde … | | ISBN 978-3-95451-491-5                 |
| (55)           | 2015               | Reinhard Rohn                                      | Kölner Finale                 | | ISBN 978-3-95451-606-3                 |
| (56)           | 2016               | Ulf Kartte                                         | Samurai                       | | ISBN 978-3-95451-958-3                 |
| (57)           | 2017               | Reinhard Rohn                                      | Kölner Ringe                  | | ISBN 978-3-7408-0205-9                 |
| (58)           | 2018               | Hedwig Neven DuMont                                | Rabenherzen                   | | ISBN 978-3-7408-0199-1                 |
| (59)           | 2018               | Myriane Angelowski                                 | Die dunklen Straßen von Köln  | | ISBN 978-3-7408-0279-0                 |
| (60)           | 2018               | Christoph Gottwald                                 | Melatenblond                  | Nach fast fünfundzwanzig Jahren taucht Manni Thielen wieder in Köln auf. | ISBN 978-3-7408-0447-3                 |
| (61)           | 2019               | Reinhard Rohn                                      | Die drei Toten von Köln       | | ISBN 978-3-7408-0525-8                 |
| (62)           | 2019               | Kordula Kühlem                                     | Nacht über dem Dom            | | ISBN 978-3-7408-0652-1                 |
| (63)           | 2020               | Marco Hasenkopf                                    | Köln 300 °C                   | | ISBN 978-3-7408-0792-4                 |
| (64)           | 2020               | Reinhard Rohn                                      | Nachtengel von Köln           | | ISBN 978-3-7408-0922-5                 |
| (65)           | 2021               | Myriane Angelowski                                 | Jenseits des Rheins           | | ISBN 978-3-7408-1108-2                 |
| (66)           | 2021               | Sebastian Schmidt                                  | Der Killer von Köln           | | ISBN 978-3-7408-1251-5                 |
| (67)           | 2022               | Reinhard Rohn                                      | Kölner Kasino                 | | ISBN 978-3-7408-1246-1                 |
| (68)           | 2023               | Reinhard Rohn                                      | Faller und der Pate von Köln  | | ISBN 978-3-7408-1762-6                 |
| (69)           | 2023               | Marco Hasenkopf                                    | Köln 9mm                      | | ISBN 978-3-7408-1729-9                 |

## Kommissar Löhr
Ebenfalls im Emons Verlag herausgegeben, drehen sich diese Geschichten um Kommissar Jakob Löhr, einen erfahrenen Angehörigen der Kölner Kriminalpolizei. Der Familienmensch Löhr ist ständig bemüht, seine aktuelle Ermittlungsarbeit und die Erwartungen seiner weitläufigen kölschen Verwandtschaft miteinander in Einklang zu bringen. Dabei lässt er die ungeliebte, weil monotone Routinearbeit oftmals von seinem Kollegen Rudi Esser erledigen.
Autor ist Peter Meisenberg. Er greift gerne reale lokalpolitische oder gesellschaftliche Geschehnisse auf und lässt seinen Protagonisten Löhr in entscheidender Weise darauf Einfluss nehmen.
| Kommissar Löhrs … | Erscheinungs- jahr | Titel                | Inhalt | ISBN                   |
| ----------------- | ------------------ | -------------------- | --- | ---------------------- |
| erster Fall       | 2000               | Schwarze Kassen      | Dieser Krimi um den Mord an einem Dompropst und den Millionenbetrug am Generalvikariat beruht auf einer wahren Begebenheit. | ISBN 3-89705-171-0     |
| zweiter Fall      | 2001               | Löhr und das OB-Patt | Mord an einer Prostituierten. Ist der aussichtsreiche Kandidat für die Oberbürgermeisterwahl der Täter? | ISBN 3-89705-205-9     |
| dritter Fall      | 2002               | Pappnasen            | Skandal beim Festkomitee Kölner Karneval: Dessen Vizepräsident gesteht, eine Prostituierte krankenhausreif geschlagen zu haben. Aber Löhr nimmt ihm diese Geschichte nicht ab – und er behält recht damit.                                                   | ISBN 3-89705-230-X     |
| vierter Fall      | 2003               | Müllgeld             | Im Tresor eines Müllverwertungsbetriebes findet Löhr nach einem Brandanschlag eine ominöse Liste mit Namen zahlreicher Ratsmitglieder. Als er gegen den Inhaber der Kölner Entsorgungsunternehmen ermittelt, lernt er die Macht der Kölner Müllmafia kennen. | ISBN 3-89705-279-2     |
| fünfter Fall      | 2005               | Toskana Kölsch       | Löhr hat endlich dem Drängen seiner Frau Irmgard auf einen gemeinsamen Urlaub nachgegeben. Ausgerechnet in der Toskana erhält er nun die entscheidenden Hinweise zur Aufklärung eines Todesfalles in einem Kölner Traditionsbrauhaus.                        | ISBN 3-89705-319-5     |
| sechster Fall     | 2011               | Kölsch Poker         | | ISBN 978-3-89705-831-6 |
| siebter Fall      | 2012               | Kölsch Komplott      | | ISBN 978-3-89705-935-1 |
|                   | 2015               | Löhr sieht rot       | | ISBN 978-3-95451-718-3 |

## Kommissar Brasch
In dieser kleinen Reihe aus dem Goldmann Verlag schildert Reinhard Rohn die Fälle des Kölner Polizeibeamten Matthias Brasch. Brasch ist verbittert über die verlorene Liebe seiner Freundin Leonie, der er in einer schweren Zeit nicht beigestanden hatte, weil er sich nur auf seine jüngsten Ermittlungen konzentrierte.
| Erscheinungs- jahr | Titel               | Inhalt | ISBN                   |
| ------------------ | ------------------- | --- | ---------------------- |
| 2000               | Leere Spiegel       | Dass seine Freundin Leonie ihn ohne ein Wort verlassen hat und sich seit Wochen nicht meldet, hat Hauptkommissar Brasch sehr mitgenommen. Jetzt wird er in einem Mordfall mit der Tatsache konfrontiert, dass sie die Hauptzeugin ist – und möglicherweise das nächste Opfer. | ISBN 3-442-44816-6     |
| 2004               | Der glückliche Tote | Im renommierten Kölner Domhotel stirbt ein Gast, der bekannte Schriftsteller R. A. Kröber, eines gewaltsamen Todes. Dann verschwindet ein Zimmermädchen, das den mutmaßlichen Täter gesehen hat, und wird wenig später tot aus dem Rhein geborgen. Sein Instinkt bringt Brasch schließlich auf die richtige Spur, aber auch in tödliche Gefahr.                                         | ISBN 3-442-45238-4     |
| 2004               | Die weiße Sängerin  | Eine alte, verwirrte Frau führt Brasch zu einem toten Boxer, ihrem Sohn Robert, dessen Selbstmord jedoch vorgetäuscht ist. Roberts Freundin Franziska taucht daraufhin unter und Braschs Kollegin Pia wird bei einem Anschlag in Franziskas Wohnung verletzt. Eine mysteriöse weißhaarige Sängerin fasziniert Brasch so sehr, dass er ihre Verwicklung in den Mordfall zu spät erkennt. | ISBN 3-442-45239-2     |
| 2007               | Die falsche Diva    | Zwei verschwundene Kinder lassen Brasch auf die dunklen Seiten einer alternden Filmschauspielerin stoßen. Dann geschehen zwei Morde. Als die Ermittlungen in einer Sackgasse stecken bleiben, erkennt Brasch durch Zufall, dass ein weiteres Verbrechen bevorsteht. | ISBN 978-3-442-46039-7 |

## Detektiv Bär
Jürgen Raap ist der Autor der Geschichten um den notorisch finanzschwachen Privatermittler Karl-Josef Bär, die im KBV-Verlag erschienen sind. Bär hat die heruntergekommene Detektei seines Onkels Manfred in Köln-Ehrenfeld übernommen und ist dankbar für jeden Klienten.
| Erscheinungs- jahr | Titel                   | Inhalt | ISBN               |
| ------------------ | ----------------------- | --- | ------------------ |
| 1996               | Colonia Connection      | Abgebrannt wie er ist nimmt Detektiv Bär ein unseriöses Angebot des MAD-Hauptmanns Schröder an. Er soll den serbischen Fernfahrer Czabatic beschatten. Bei seinen Nachforschungen stößt er auf ein kleines Hotel in Bahnhofsnähe, in dem Czabatic sich einige Tage aufgehalten hatte. Als der Inhaber verschwindet, beauftragt dessen rassige Tochter Iovanca Bär mit der Suche nach ihm. Bär findet heraus, dass Czabatic einen Sprengstoffanschlag auf einen serbischen Kulturverein in Bonn verübt und auch bei der Entführung des Hoteliers seine Finger im Spiel hat. | ISBN 3-927658-46-4 |
| 2000               | Tod eines Kunsthändlers | Bär wird vom Sohn eines verstorbenen Industriellen engagiert, der nicht an einen natürlichen Tod seines Vaters glaubt. Auch Schröder mischt sich bald in den Fall ein, so dass Bär richtig vermutet, dass es nicht nur um den Handel mit gefälschter Beutekunst geht. | ISBN 3-934638-48-1 |
| 2003               | Ein Koffer aus Bern     | Für einen zwielichtigen Geheimdienstler soll Bär einen Koffer aus Bern holen. Der Adressat in Köln aber ist tot. | ISBN 3-937001-02-6 |
| 2004               | Eigelstein-Blues        | Bär taucht diesmal tief in die Vergangenheit ein, als er den Auftrag erhält, das Leben eines in den 1960er Jahren ermordeten Mannes zu rekonstruieren. Schon Bärs Onkel Manfred hatte sich damals vergeblich um die Aufklärung dieses Verbrechens bemüht. | ISBN 3-937001-41-7 |
| 2006               | Tod eines Sprayers      | Die Ehrenfelder Sprayer- und Bauwagenszene bildet den Hintergrund dieser Geschichte, in der Bär zwei völlig zerstrittenen Familien begegnet. Zwanzig Jahre währende Zwistigkeiten haben jetzt ein Menschenleben gefordert. | ISBN 3-937001-85-9 |

## Diverse
Dem Kampf gegen das Verbrechen in Köln widmen sich auch weitere Bücher verschiedener Verlage und Autoren. Hier eine Auswahl:
| Erscheinungs- jahr | Autor                | Titel                                          | Inhalt | Verlag                            | ISBN                                   |
| ------------------ | -------------------- | ---------------------------------------------- | --- | --------------------------------- | -------------------------------------- |
| 2002               | Jan BergrathD        | Mordstheater                                   | Andreas Hubert hat mit der Gründung einer neuen freien Bühne die Kölner Theaterszene gründlich aufgemischt und sich auch einige Feinde unter den Theaterleitern gemacht. Als er ermordet wird, ermitteln sein Freund, der Journalist Torsten Fink, und Hauptkommissar Knut Ohlsen. Torsten zieht dabei unerwartet den Kürzeren. | Books on Demand GmbH              | ISBN 3-8311-4127-4                     |
| 2005               | Jan Bergrath         | Kalt erwischt                                  | Der Mörder hat alles darangesetzt, es wie einen Unfall aussehen zu lassen, als er den Fernfahrer ‚Kalle‘ Welscher mit dem Auflieger seines eigenen LKW zerquetscht. Aber ein Lagermeister im Kölner Großmarkt äußert Zweifel daran, und Kriminalhauptkommissar Klaus Gerber deckt mit seiner Mordkommission bald die Machenschaften im internationalen Speditionsgewerbe auf. | KBV                               | ISBN 3-937001-49-2                     |
| 2005               | Jan Bergrath         | Abgestempelt                                   | Ein toter Journalist: Ist ihm eine Recherche zum Verhängnis geworden, bei der er nachweisen wollte, dass die Post auf ihrem Weg zum Global Player die Dienstleistungs-Gewerkschaft gekauft hat? Hauptkommissar Klaus Gerber stößt bei seinen Untersuchungen auf einen aufschlussreichen Roman und Unregelmäßigkeiten bei der Arbeitsvermittlung von LKW-Fahrern. | KBV                               | ISBN 3-937001-63-8                     |
| 2005               | Jan Bergrath         | Totgelacht                                     | Erschlagen auf einem Parkplatz, in der Nähe eines Bordells – wie Hauptkommissar Gerber herausfindet, hatte der gutsituierte Lobbyist Dieter Haagen noch eine Rechnung offen, die aus der Zeit der Anti-Atomkraft-Bewegung und des RAF-Sympathisantentums zu Beginn der 1980er Jahre herrührte. Nun muss Gerber klären, welche Rolle der bekannte politische Kabarettist Anton Dast spielt. | KBV                               | ISBN 3-937001-93-X                     |
| 2001               | Felizitas CarmannE   | Tödliche Schritte                              | Die junge Kriminalbeamtin Rebecca Huthmacher ermittelt gegen einen Serienmörder, der seinen Opfern ein Ohr abschneidet. Sogar ihr neuer Freund Krishna gerät zwischenzeitlich unter Verdacht. Die Lösung aber liegt näher als erwartet. | Bastei Lübbe                      | ISBN 3-404-14606-9                     |
| 2004               | Felizitas Carmann    | Späte Sühne                                    | Alles deutet zunächst auf einen Mord durch Neonazis hin. Als Rebecca Huthmacher jedoch die Verbindung zu einem Foltermord in Hamburg knüpft, erkennt sie den wahren Hintergrund: Internationaler Kinderhandel. | Bastei Lübbe                      | ISBN 3-404-15092-9                     |
| 2005               | Felizitas Carmann    | Nichts als Knochen                             | Kommissarin Hutmacher steht vor der Frage, was ein mysteriöser Mönch mit dem Tod eines Obdachlosen und dem Mord an einem jungen Pärchen zu tun hat. | Bastei Lübbe                      | ISBN 3-404-15406-1                     |
| 2002               | Carola Clasen        | Das Fenster zum Zoo                            | Die Tierpflegerin Nelly Luxem gerät unter Mordverdacht, nachdem im Zoo ein junger Fotograf nächtens von einem Grizzlybären zerfleischt worden ist. | KBV                               | ISBN 3-934638-83-X                     |
| 1997               | Thomas Görden        | Die Krypta                                     | In den Mord an einem Weihbischof ist scheinbar die gesamte Kölner Hautevolee verwickelt. | Knaur Taschenbuch                 | ISBN 3-426-62627-6                     |
| 2005               | Joachim Grintsch     | Greisenterror                                  | | Schardt                           | ISBN 3-89841-192-3                     |
| 2006               | Joachim Grintsch     | Freier Fall                                    | Kriminalhauptkommissar Markus Roland ist ein menschliches Wrack. Als ein Serienmörder zwei Prostituierte auf bestialische Weise umbringt, begibt sich der alkoholkranke Roland in eine Suchtklinik. Dort verliebt er sich in die ehemalige Prostituierte Michaela, ermittelt aber während seines Entzuges inoffiziell weiter in dem Fall und verliert bald darauf völlig den Boden unter den Füßen. | Schardt                           | ISBN 3-89841-230-X                     |
| 1992 1993N         | Hen Hermanns         | Ciao Tao                                       | Auf den Werbetexter Max Reinartz wird beim morgendlichen Marathontraining geschossen. Reinartz verdächtigt einen Kunden seiner Agentur und schnüffelt ihm auf eigene Faust nach. Aber mit dieser Vermutung liegt er falsch, wie sich nach dem New Yorker Marathonlauf herausstellt. | Haffmans Heyne                    | ISBN 3-251-01148-0. ISBN 3-453-06682-0 |
| 1992 1994N         | Hen Hermanns         | Max Perplex                                    | Nach seinem Ausstieg aus der Werbebranche gründet Max Reinartz ein Detektivbüro in Köln. Gleich sein erster Fall bringt ihm eine Tracht Prügel ein und die Erkenntnis, dass man ihn nur benutzt hat. | Haffmans Heyne                    | ISBN 3-251-01174-X. ISBN 3-453-07889-6 |
| 1993 1993N         | Hen Hermanns         | Maximum Trouble                                | Bei seinem neuesten Fall erhält Max Reinartz vom Chef einer Metzgerei-Kette den Auftrag, dessen Schützling ausfindig zu machen, der nach dem Verkauf mehrerer Immobilien mit 10 Millionen DM untergetaucht ist. Bald ist der Metzger tot, dann ist auch der Schützling tot, und als Reinartz in Kalifornien einem Highway-Killer begegnet, ist auch er selbst beinahe tot. | Haffmans Heyne                    | ISBN 3-251-30006-7. ISBN 3-453-06469-0 |
| 2010               | Stefan Keller        | Kölner Kreuzigung                              | | Gmeiner                           | ISBN 978-3-8392-1078-9                 |
| 2006               | Gisa Klönne          | Unter dem Eis                                  | | Ullstein                          | ISBN 978-3-550-08645-8                 |
| 2008               | Gisa Klönne          | Nacht ohne Schatten                            | | Ullstein                          | ISBN 978-3-550-08716-5                 |
| 2009               | Gisa Klönne          | Farben der Schuld                              | | Ullstein                          | ISBN 978-3-550-08776-9                 |
| 2007               | Peter-Wolfgang Klose | Kommissar Stein und der Unbekannte in Sinthern | Der Kölner Kriminalbeamte Armin Stein wird in seinem ersten Mordfall mit seinem EU-geförderten Austauschpolizisten Wienus van der Schoer aus den Niederlanden an einen Tatort nach Sinthern gerufen. Ein Unbekannter liegt bewusstlos auf der Straße. Er stirbt im Krankenhaus. Zusammen mit Wienus versucht Armin Stein den Fall zu klären, doch er steht vor einer Mauer des Schweigens. Was haben die Wirtin, der Biobauer, der Maler und all die anderen mit dem Mord zu tun? Armin Stein kommt mit Geduld und viel Kaffee der Lösung immer näher. Doch löst er denn Fall auch richtig? | Publikationsservice Zupan München | ISBN 978-3-936904-33-8                 |
| 2008               | Peter-Wolfgang Klose | Kommissar Stein und die Hausnummer 19          | Der Kölner Kriminalbeamte Armin Stein und sein Team wird mit dem EU-Austauschpolizisten Johannes Jonas 'III, genannt römisch Drei, in ein Großhotel nach Köln-Marsdorf gerufen. Der Nachtportier ist verschwunden. Und mit ihm der Inhalt des Safes. Als der Mann dann einen Tag später tot auf einem Feld gefunden wird, ist eines klar: Hier wurde ein Dieb bestohlen. Zusammen mit seinem Team versucht Armin Stein den Fall zu klären und lernt dabei die internationale Welt des Hotelfachs kennen. Was haben die Mitarbeiter, die Gäste und all die anderen mit dem Mord zu tun? Armin Stein kommt mit Geduld und viel Kaffee der Lösung immer näher. Ein Rezept bringt römisch Drei mit ein. Doch erstens kommt es anders, als zweitens man es denkt | Publikationsservice Zupan München | ISBN 978-3-936904-37-6                 |
| 2008               | Peter-Wolfgang Klose | Kommissar Stein und der Inder aus Potsdam      | Der Kölner Kriminalbeamte Armin Stein wird in seinem dritten Fall mit seinem Team und der EU-geförderten Austauschpolizistin Urszula Lewandowska aus Polen um Diskretion gebeten, als an einer privaten Hochschule immer mehr Plagiate von Diplomarbeiten auftauchen. Urszula wird als Studentin eingeschleust und gerät in den Strudel der Ereignisse. Stein steht vor einer Mauer des Schweigens. Was haben die Studenten und auch Ehemalige mit dem Fall zu tun. Ein Mord macht den Fall zum Mordfall und Diskretion ist nicht mehr angesagt. Armin Stein kommt mit Geduld und viel Kaffee der Lösung immer näher. Doch was hat Urszula zu befürchten, wenn ihr Inkognito auffliegt? | Publikationsservice Zupan München | ISBN 978-3-936904-41-3                 |
| 2008               | Peter-Wolfgang Klose | Kommissar Stein und der blaue Frosch           | Der Kölner Kriminalbeamte Armin Stein wird in seinem vierten Mordfall mit seinem EU-geförderten Austauschpolizisten Alf-Göran Nisser aus Schweden an einen Tatort nach Köln-Weiden gerufen. Ein Unbekannter liegt tot in einem Müllcontainer nahe dem Rhein-Center. Er hat einen blauen Keramikfrosch im Mund. Schnell stellt sich heraus, dass es sich um einen Heiratsschwindler handelt. Zusammen mit seinem Team und ALf-Göran versucht Armin Stein den Fall zu klären, doch all die betrogenen Damen haben ein Motiv. War es eine Frau alleine oder eine Gruppe, die sich an dem Betrüger rächen wollte? Armin Stein kommt mit Geduld und viel Kaffee der Lösung immer näher. Doch dann findet man eine zweite Leiche? | Publikationsservice Zupan München | ISBN 978-3-936904-47-5                 |
| 2009               | Peter-Wolfgang Klose | Kommissar Stein und der Tunnelofen             | Der Kölner Kriminalbeamte Armin Stein wird in seinem fünften Fall mit seinem EU-geförderten Austauschpolizisten Aad van der Muilen aus Belgien an einen Tatort nach Frechen gerufen. Ein künstliches Hüftgelenk liegt in einem Rohr nach dem Brand im Tunnelofen. Für Armin und sein Team gibt es nicht viele Anhaltspunkte. Zusammen mit seinem Team versucht Armin Stein den Fall zu klären, doch er steht vor einem Wirrwarr von Besitzverhältnissen. Wirtschaftsspionage, wie sie Armin noch nicht erlebt hat. Die Spur führt nach Österreich, Belgien und in die Schweiz. Für Aad, der mit Interpol auf Du und Du steht, genau das Richtige. Armin muss vorsichtig ermitteln, denn der Täter weiß als Einziger, wer der Mensch war, dem die Hüfte gehörte. Armin Stein kommt mit Geduld und viel Kaffee der Lösung immer näher. Doch löst er den Fall auch richtig oder muss er Rücksicht auf die EU nehmen? | Publikationsservice Zupan München | ISBN 978-3-936904-47-5                 |
| 2009               | Peter-Wolfgang Klose | Kommissar Stein und der Hunnenkönig            | Der Kölner Kriminalbeamte Armin Stein wird in seinem sechsten Fall mit seinem EU-geförderten Austauschpolizisten Arvo Paikala aus Finnland an einen Tatort nach Köln-Weiden gerufen. Ein Mann liegt tot auf einem Feld. Für Armin und sein Team gibt es nicht viele Anhaltspunkte. Zusammen mit seinem Team versucht Armin Stein den Fall zu klären, doch er steht vor einem Rätsel. Wer bringt den neuen Bauer aus dem Dreigestirn der Saison um, denn der Mann wurde erschlagen Die Spur führt zu einer Hunnenhorde und in den Klüngel des Kölner Karnevals. Für Arvo Paikala eine neue Welt. Dazu kommt noch eine sehr resolute Mamma, die auch vor einem Schlag mit der Salami nicht zurückscheut. Armin Stein kommt mit Geduld und viel Kaffee der Lösung immer näher. Doch löst er den Fall auch richtig oder muss er Rücksicht auf den Klüngel und den Karneval nehmen?                                    | Publikationsservice Zupan München | ISBN 978-3-936904-49-9                 |
| 2010               | Peter-Wolfgang Klose | Kommissar Stein und der Gärtner                | Der Kölner Kriminalbeamte Armin Stein wird in seinem fünften Fall mit seinem EU-geförderten Austauschpolizist Domenico Manzoni aus Italien an einen Tatort nach Marsdorf gerufen. Ein künstliches Hüftgelenk liegt in einem Rohr nach dem Brand im Tunnelofen. Für Armin und sein Team gibt es nicht viele Anhaltspunkte. Zusammen mit seinem Team versucht Armin Stein den Fall zu klären, doch er steht vor einem Rätsel: Handelt es sich um ein Eifersuchtsdrama oder geht es um die Neuzucht einer Blume. Zusammen mit seinem Team sucht er den Mörder. Eines steht auf jeden Fall fest: Der Gärtner ist der Mörder, denn in diesem Fall kommen nur Gärtner vor. Als Opfer, Täter und Zeugen. Viel Spass zwischen Kakteen, Geranien und Grabgabel. | Publikationsservice Zupan München | ISBN 978-3-936904-51-2                 |
| 2010               | Bruno Laberthier     | Alle Böcke beißen                              | Die bizarre Geschichte berichtet von offiziellen und inoffiziellen Ermittlungen nach einem Attentat auf das Leben der Frau eines Stürmers des 1. FC Köln. Erst die Undercover-Ermittlungen zweier FC-Fans zerren die Wahrheit ans Tageslicht, lassen die beiden 'Detektive' aber fast im Kölner Klüngel versinken. | Rheinlese Verlag                  | ISBN 978-3-9808820-9-5                 |
| 2004               | Mila LippkeE         | Mehr zu fürchten als den Tod                   | Die sechzehnjährige Marie steht im Mittelpunkt dieser Geschichte aus dem Jahr 1940, in der ein polnischer Zwangsarbeiter für den Mord an einem Gestapo-Mann verantwortlich gemacht wird, den er nicht begangen hat. | Emons                             | ISBN 3-89705-334-9                     |
| 1996               | Burghard MeißnerD    | Im Zeichen der Rache                           | Mit ungeheurer Brutalität bringt ein Serienmörder in kurzer Zeit acht Menschen um, hinterlässt aber kaum Spuren. Hauptkommissar Walter Matheisen tappt lange im Dunkeln. Als er sich schließlich des Täters sicher ist, fehlen ihm die Beweise. Erst ein Schicksalsschlag bringt die Wahrheit ans Licht. | KBV                               | ISBN 3-927658-40-5                     |
| 1992               | Rich SchwabE         | Nie wieder Apfelkorn                           | Erster Roman um den Schlagzeuger und Kneipenwirt Büb Klütsch, den seine detektivischen Ambitionen nach der Entführung seiner Freundin Britta in arge Bedrängnis bringen. | Volksblatt                        | ISBN 3-926949-05-8                     |
| 2001               | Rich Schwab          | Eine Alte Dame Ging Hering                     | Der Versuch, als Straßenmusiker an der Côte d’Azur zu Geld zu kommen, mündet für Büb Klütsch in ein so erotisches wie kriminelles Abenteuer. | KiWi                              | ISBN 3-462-03511-8                     |
| 2005               | Rich Schwab          | Perlen vor die Schweine                        | Da die Polizei den Tod seiner alten Freundin Kathrinchen als Drogenunfall abtun will, sucht Büb Klütsch selbst nach der Wahrheit. Das bringt ihn in unangenehmen Kontakt mit den Kölner Zuhälterkreisen. | KBV                               | ISBN 3-937001-54-9                     |
| 2007               | Mike Schwarz         | Fort X – Mord im Rosengarten                   | Oberkommissar Dieter Witkowski und sein Team ermitteln im Fall des ermordeten Studenten Markus Ehrmanns, der mit Hilfe eines zufälligen Kokainfundes endgültig aus der Callboy-Szene aussteigen wollte. Während die Kripo mit ihren Erkenntnissen letztlich zu spät kommt, rächt Ehrmanns bester Kumpel Sascha ihn auf seine eigene Weise. | Books on Demand GmbH              | ISBN 978-3-8334-8369-1                 |
| 2003               | Birgit C. Wolgarten  | Land der Mädchen                               | Die Kölner Kriminalbeamtin Katja Sommer wird in ihrem ersten Mordfall mit einer Serienmörderin konfrontiert, der zwei minderjährige Jungen zum Opfer fallen. Zusammen mit ihrem Freund, dem Hauptkommissar und Leiter der Mordkommission Kai Grothe, kommt Sommer der Wahrheit allmählich näher – da wird ihr elfjähriger Sohn Patrick entführt. | Prolibris                         | ISBN 3-935263-14-7                     |

## Historische Krimis aus Köln
Unter dem Namen Köln Krimi Classic verlegt wiederum der Emons Verlag, teilweise als Neuauflage, historische Krimis, die in verschiedenen Jahrhunderten angesiedelt sind.
| Köln Krimi Classic Nr. | Erscheinungs- jahr | Autor                | Titel                                          | Inhalt | ISBN                   |
| ---------------------- | ------------------ | -------------------- | ---------------------------------------------- | --- | ---------------------- |
| 1                      | 2001N              | Edgar NoskeE         | Nacht über Nippes                              | Wenige Tage im Februar 1957 entscheiden über die Zukunft von Leo Saalbach, einem kleinen Schieber, dem die Polizei einen Mord anhängt, an den er sich nicht erinnern kann. | ISBN 3-924491-45-3     |
| 2                      | 1995 2001N         | Frank Schätzing      | Tod und Teufel                                 | Der Herumtreiber Jacop wird im Köln des Jahres 1260 Augenzeuge des Mordes am Dombaumeister und gerät dadurch in höchste Gefahr. | ISBN 3-924491-59-3     |
| 3                      | 2001               | Barbara Becker-Jákli | Mord im Biedermeier                            | Die Gründung eines Kunstmuseums bildet den Hintergrund einer Mordgeschichte, die 1823 hochgestellte Kreise in Köln verunsichert. | ISBN 3-89705-149-4     |
| 4                      | 2001               | Stefan Winges        | Der vierte König. Ein Fall für Sherlock Holmes | Der Raub der Heiligen Drei Könige führt Holmes und seinen Assistenten Watson im Jahr 1896 an den Rhein. | ISBN 3-89705-189-3     |
| 5                      | 2001               | Helmut FrangenbergE  | Trümmer                                        | Der junge Polizist Richard Munckler ist 1947 mit dem Mord an einer Frau befasst. So kurz nach dem Krieg verwischen die Grenzen zwischen Gut und Böse, Schuld und Unschuld. Welches Geheimnis verbirgt Munklers Kollege Mohren? Die Handlung beruht auf einer wahren Begebenheit. | ISBN 3-89705-218-0     |
| 6                      | 2003               | Edgar Noske          | Kölsches Roulette                              | Der Besuch der Queen 1965 steht bevor. Da erschüttert eine Mordserie die Stadt, der acht junge Männer zum Opfer fallen. Leo Saalbach, jetzt Kneipier und Privatermittler, deckt einen perfiden Plan auf.                                                                         | ISBN 3-89705-244-X     |
|                        | 2008               | Edgar Noske          | Himmel über Köln                               | | ISBN 978-3-89705-566-7 |
|                        | 2011               | Paul Kohl            | Nacht über Köln                                | | ISBN 978-3-89705-832-3 |

## Köln-Krimis für Pänz
Der Emons Verlag gibt außerdem die Reihe Köln Krimi für Pänz heraus und richtet sich damit an kriminalistisch interessierte Jugendliche. Die Reihe wurde angereichert um bisher einen Köln Krimi für Teens sowie einen historischen Jugend-Krimi unter der Titelergänzung Anno Domini.
| KK für Pänz Nr. | Erscheinungs- jahr | Autor            | Titel                         | Inhalt | ISBN               |
| --------------- | ------------------ | ---------------- | ----------------------------- | ------ | ------------------ |
| 1               | 1995               | Rolf Hülsebusch  | Die Spur führt zurück         |        | ISBN 3-924491-69-0 |
| 2               | 1996               | Ralf Günther     | Coole Kannen                  |        | ISBN 3-924491-82-8 |
| 3               | 1997               | Rainer Schalk    | Der Römerschatz               |        | ISBN 3-89705-101-X |
| 4               | 1998               | Rolf Hülsebusch  | Hundeklau                     |        | ISBN 3-89705-118-4 |
| 5               | 1999               | Angelika Hensgen | Giraffen unterm Bett          |        | ISBN 3-89705-139-7 |
| 6               | 2000               | Angelika Hensgen | Die Diebin vom Dom            |        | ISBN 3-89705-167-2 |
| -               | 2000               | Angelika Hensgen | Underground                   |        | ISBN 3-89705-199-0 |
| -               | 2001               | Belinda Rodik    | Der Drache von Köln           |        | ISBN 3-89705-165-6 |
| 7               | 2002               | Eva Steins       | Das Schwert des Julius Caesar |        | ISBN 3-89705-277-6 |
| 8               | 2004               | Rainer Schalk    | Indianersommer                |        | ISBN 3-89705-250-4 |
| 9               | 2004               | Rolf Hülsebusch  | Das Gesicht an der Decke      |        | ISBN 3-89705-320-9 |
| 10              | 2004               | Eva Steins       | Der Ring des Anno             |        | ISBN 3-89705-346-2 |
| 11              | 2006               | Rolf Hülsebusch  | Dicke Kohle                   |        | ISBN 3-89705-474-4 |
| 12              | 2007               | Rolf Hülsebusch  | Der Raub der Apollonia        |        | ISBN 3-89705-515-5 |
|                 | 2008               | Eva Steins       | Billes Geheimnis              |        | ISBN 3-89705-567-8 |

## Kritiken
- zu Köln-Krimi 38 (Emons), Millionenallee

„Wie viele der Köln-Krimis lebt sie vom Wiedererkennen bekannter Orte und vielen Anspielungen aufs kölnische Zeitgeschehen. Die Geschichte von Bettler und Edelmann, die gemeinsam die Welt retten, ist ein bisschen konstruiert, doch der Köln-Krimi-Fan wird es Franzmann verzeihen.“